# Mura (Italien)
 For alternative betydninger, se Mura (flertydig). (Se også artikler, som begynder med Mura)
Mura er en italiensk by (og kommune) i regionen Lombardiet i Italien, med omkring 777(2023) indbyggere.